# ل پاسکیه
ل پاسکیه (به فرانسوی: Le Pasquier) یک کامین در فرانسه است که در Canton of Champagnole واقع شده‌است.

## خصوصیات
ل پاسکیه ۷٫۷۵ کیلومترمربع مساحت و ۲۵۲ نفر جمعیت دارد.